# Léon Bourjade
Jean Pierre Marie Léon Bourjade (Montauban, 25 maggio 1889 – Isola di Yule, 22 ottobre 1924) è stato un militare e aviatore francese, asso dell'aviazione con 27 vittorie aeree accertate nel corso della prima guerra mondiale, ottenute nel corso di sessantasette combattimenti aerei, e volando per un totale di 398 ore e 50 minuti di volo in tempo di guerra..

## Biografia
Nacque a Montauban il 25 marzo 1889, figlio di Maurice Marie Adolphe e Lucie Marie Henriette Méric de Bellefon, all'interno di una famiglia  borghese devota al cattolicesimo. Nel giugno 1897, all'età di otto anni, iniziò a frequentare il Pétit Seminaire tenuto dai Péres maristes Nel 1901 entrò come novizio presso il seminario dei Missionari del Sacro Cuore di Gesù a Issoudun (Indre), ma essendo stata bandita la sua congregazione dal governo anticlericale della Terza Repubblica francese, fu costretto a seguirla in esilio in Spagna, a Canet de Mar, 30 km da Barcellona.
Compì gli studi secondari presso un Collegio cattolico, ma gli abbandonò nel 1907, non effettuando l'esame di maturità orale con l'approvazione dei genitori, pur avendo superato gli scritti,  per intraprendere la via del sacerdozio al fine di diventare un missionario.
Nel 1909 seguì la sua istituzione religiosa che si trasferì a Friburgo, in Svizzera, e il 23 gennaio 1910 pronunciò i suoi voti. Continuò i suoi studi di teologia fino all'ottobre 1910 quando dovette ritornare in Francia per prestare servizio militare di leva nell'Armée de terre, assegnato in servizio al 23º Reggimento artiglieria da campagna di stanza a Tolosa dove, dato il suo buon livello di istruzione, fu nominato brigadiere ma non andò oltre perché i suoi superiori lo trovavano dotato di troppa fantasia. Congedatosi nel 1912, tornò a seguire gli studi religiosi in Svizzera fino allo scoppio della prima guerra mondiale.
Dopo la mobilitazione generale, il 3 agosto 1914 partì immediatamente par raggiungere la sua unità al fronte partecipando ai primi combattimenti, tra cui la prima battaglia della Marna al termine della quale venne promosso maréchal des logis e capopezzo in una batteria di cannoni da 75 mm. Nel febbraio 1915 viene trasferito presso una sezione d'artiglieria da trincea, les crapouillots, sopravvivendo  a numerosi combattimenti in prima linea, al tiro dell'artiglieria nemica e talvolta anche a quello di quella francese. Combatte nella Champagne, e poi partecipò alla battaglia di Verdun (febbraio 1916), e dopo aver seguito un corso di perfezionamento sull'artiglieria da trincea a Bengy-sur-Saone fu promosso sottotenente e trasferito al 59º Reggimento d'artiglieria con il quale prese parte alla battaglia della Somme nell'ottobre 1916.
Si offre poi volontario per entrare nell'Aéronautique Militaire, con l'appoggio di suo zio, il generale Albert d'Amade, al fine di poter utilizzare l'aereo dopo la fine della guerra quando sarà missionario in Oceania. La sua richiesta venne accolta e nel marzo 1917 iniziò a frequentare la Scuola di volo di Avoid per cinque mesi, e poi quella di Pau dove ottenne il brevetto di pilota (17 giugno) che lasciò il 13 settembre successivo, assegnato allo Escadrille N 152 "Crocodiles" di stanza nei Vosgi, vicino a Belfort, equipaggiata con i caccia Nieport Ni.24 e Ni.27.

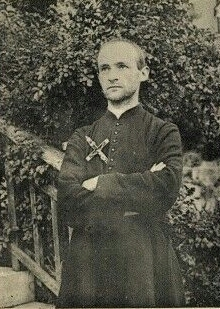
Bourjade dopo la sua ordinazione.

Giudicato dalla suo comandante come un pilota abbastanza mediocre, rimane abbastanza isolato nella sua squadriglia dove la sua fede religiosa è ben lungi dall'essere condivisa dai suoi compagni, né dal suo capo squadriglia che non apprezza lo stendardo del Sacro Cuore che egli apposto al suo Nieuport. Combatté le sue prime battaglie nel freddo polare nelle foreste dei Vosgi e il 20 febbraio 1918, durante un servizio di pattuglia, scoprì un Drachen nemico che decise di attaccare ma che non riuscì a dare alle fiamme. La sua prima vittoria omologata fu ottenuta il 27 marzo 1918, a Gérardmer, sempre a spese di un Drachen.  Volando su uno Nieuport Ni.27 abbatte un secondo Drachen il 3 aprile, conseguendo una tripletta il 20 maggio volando su uno SPAD S.XIII. Frequentato un corso di tiro della durata di tre settimane presso la scuola di Cazaux tra i mesi di maggio e giugno, il suo punteggio composto quasi esclusivamente da Drachen aumentò quindi regolarmente quando la sua squadriglia lasciò il settore dei Vosgi per rischierarsi nel settore centrale del fronte occidentale, nella Champagne, dove i combattimenti erano intensi. Per abbattere i palloni da osservazione sviluppò una apposita tattica di attacco consistente nel tuffarsi verticalmente sul Drachen per proteggersi almeno dal tiro della contraerea nemica. Il 15 giugno abbatte tre Drachen nello stesso giorno, nel corso della seconda battaglia della Marna. Citato nell'ordine del giorno dell'esercito del 23 luglio 1918, il suo nome iniziò a circolare sui giornali dove fu soprannominato "l'abate", le pubblicazioni dicevano che egli benediceva i suoi nemici prima di attaccarli, e che sceglieva appositamente i Drachen per non uccidere i nemici. Smentì decisamente questa affermazione scrivendo una lettera al giornalista aeronautico Jacques Mortane. Al termine del conflitto aveva conseguito 27 vittorie omologate di cui 26 Drachen, divenendo l'asso degli assi francesi di questa specialità, e un aeroplano Fokker D.VII.
Smobilitato nel 1919, ritornò in Svizzera dove fu ordinato sacerdote nel 1921, decorato con la Croce di Ufficiale della Legion d'onore consegnatagli dalle autorità consolari francesi nel 1920.
Nel novembre del 1921 partì come missionario per la Papua Nuova Guinea, scoprendo una situazione alquanto diversa dalle letture della sua giovinezza. Se la tribù dei Roro non erano cannibali, il clima tropicale e le febbri che trasmetteva esistevano veramente. Gli indigeni locali gli diedero il soprannome di "il vedovo". Colpito da febbri tropicali durante l'estate del 1924, la sua salute peggiorò notevolmente e morì il 22 ottobre 1924 a causa di ematuria durante la sua missione sull'isola di Yule, dove le autorità australiane gli conferirono gli onori militari all'atto della sepoltura.

### Annotazioni
1. ↑  La coppia ebbe nove figli, di cui lui era il sesto, ed era una fedele abbonata del quotidiano La Croix. Suo padre, come suo nonno, era un controllore fiscale e la famiglia viveva in una grande casa situata su una collina dell'Aveyron, nel comune di Honor-de-Cos, vicino a Montauban.
2. ↑  Sopravvisse ogni volta e attribuì la sua fortuna all'intervento protettivo di Santa Teresa di Lisieux.

### Fonti
1. 1 2 3 4 5 6 7 8 9 10 11 12 13 14 15 16 17  Les as français de la Grande Guerre.
2. ↑  Pillorget 1992, p. 172.
3. 1 2 3 4 5  Guttman 2013, p. 37.
4. ↑  Pillorget 1992, p. 167.
5. 1 2 3  Pillorget 1992, p. 168.
6. 1 2 3  Pillorget 1992, p. 169.
7. 1 2 3  Guttman 2013, p. 38.